# عبدی‌خانی
عبدی‌خانی، روستایی از توابع بخش زیدون شهرستان بهبهان در استان خوزستان ایران است.

## جمعیت
این روستا در دهستان درونک قرار دارد و براساس سرشماری مرکز آمار ایران در سال ۱۳۸۵، جمعیت آن ۲۵۵ نفر (۶۱خانوار) بوده‌است.